# Politiknetzwerk
Politiknetzwerk ist ein Begriff aus der Politikwissenschaft zur Erforschung von Lobbyismus und politischen Interessen.

## Definition und Abgrenzung
Netzwerkkonzepte nehmen einen wichtigen Platz in der aktuellen Lobbyismus- und Interessenforschung ein. Sie verarbeiten die Interaktion organisierter Akteure im Politikprozess. Außerdem tragen sie den fließenden Grenzen zwischen dem öffentlichen und dem privaten Raum Rechnung. Der Paradigmenstreit zwischen Pluralismus und Korporatismus erreicht sie nicht. Netzwerktheorien entstanden aus der einfachen Idee, dass alles miteinander in Beziehung steht. In Netzwerken unterhalten Personen und Organisationen Beziehungen zu anderen Akteuren. Diese Verbindungen ergeben ein Geflecht wirtschaftlicher, sozialer und politischer Beziehungen. Ihren Ursprung haben die politischen Netzwerke in der Elitenforschung und im Studium interorganisationeller Beziehungen. Darüber hinaus rekurrieren sie auch auf die neuere Institutionenökonomie.

## Ursprung USA
In den USA wurde bereits in den fünfziger und sechziger Jahren begonnen, politische Netzwerke zu untersuchen. Harry S. Truman beschrieb in einer Untersuchung des US-amerikanischen Regierungsprozesses ein solches „web of relationships“. Allerdings entwickelte Truman daraus noch keine Netzwerktheorie. Es handelte sich lediglich um einen Baustein der Pluralismustheorie, die jedoch netzwerkartige Strukturen aufzeigte.

## Beispiel USA
Als Vorstufe zur Netzwerkanalyse lassen sich Vorstellungen über existierende „subgovernments“ verstehen. Das „subgovernment“ konstituiert sich als ein „cluster“ von Akteuren, welche sich innerhalb eines abgesteckten politischen Sachbereichs bewegen. Die Akteure im „subgovernment“ sind durch enge und dauerhafte Beziehungen verbunden. Zu diesen Akteuren gehören unter anderem Parlamentsabgeordnete, deren Mitarbeiter, Ministerialbeamte und Verbandsvertreter. Diese Beziehungsgeflechte werden auch als „iron triangles“ bezeichnet. Sie werden im US-amerikanischen Regierungssystem beobachtet. Hierbei gehen ein Kongressausschuss, eine Interessengruppe und eine Bundesbehörde solch enge Beziehungen miteinander ein, dass kein Akteur ohne die Zusammenarbeit mit den übrigen in der Lage ist, politische Entscheidungen durchzusetzen. Aus der Weiterentwicklung der Idee des „subgovernment“ ist die Netzwerktheorie geworden.

## Erklärungsversuch
Der Netzwerkansatz versucht zu erklären, warum und wie Akteure interagieren. Bei dieser Interaktion spielt der für das politische Handeln notwendige Informationsaustausch die zentrale Rolle. Gesellschaftlich relevante Maßnahmen werden in zunehmendem Maße im Zusammenspiel zwischen staatlichen und nichtstaatlichen Akteuren diskutiert. Dieses Zusammenspiel beruht auf wechselseitigen Ressourcenabhängigkeiten. Bei der Gestaltung von Politik sind die politischen Akteure auf die Kooperation mit Akteuren angewiesen, die über Machtpotentiale (in der Regel Informationen) verfügen. Der Netzwerkansatz kann die Abhängigkeiten und Interdependenzen zwischen Akteuren abbilden und auch im Zeitverlauf untersuchen. Die Art und das Ausmaß der Vernetzung lassen sich durch die Betrachtung einer Policy zu einem bestimmten Zeitpunkt ermitteln.

## Abgrenzung von rechtlichen Strukturen
Netzwerke sind von verfassungsrechtlichen oder organisationsrechtlichen Strukturen weitestgehend losgelöst. Mit der Vorstellung einer zentralen politischen Bühne hat der Netzwerkansatz nichts im Sinn. Das „Regierungshandeln“ steht nicht mehr im Mittelpunkt der Untersuchung politischer Prozesse. Das Konzept der Policy-Netzwerke hingegen beschreibt nach dem heute überwiegenden Verständnis viel deutlicher eine tatsächliche Veränderung in den politischen Entscheidungsstrukturen.
Netzwerkkonzepte gibt es in unterschiedlichen Varianten. Die bekanntesten Modelle sind: „policy communities“, „policy networks“ und „issue networks“. Hierauf baut die Differierende Netzwerktheorie (DFN-Theorie) nach Bockstette auf. Sie ermöglicht den gesamten Kontext auch einer internationalen Interessenvermittlung (Lobbyismus) zu erfassen.